# 張耀生
張耀生（1930年—）(Stephen Cheung)，華人基督教傳道人。
出生在貧窮敬虔的傳道人家庭。早年在廣州，是中國基督教家庭教會領袖林獻羔的青年同工，為青少年做了許多傳教的工作。因為他不願意加入政治宣傳式的三自愛國教會，在1955年9月14日晚，在肃反运动中，和林獻羔等人一同在广州大马站教会被捕入獄，1955年9月27日，广州三自会组织了控诉“大马站反革命集团”的大会。1957年，張耀生一度獲釋。1958年再次被判勞動改造，被送往廣東省數個礦場勞動，1968年服刑期滿，仍被判「留場就業」，但在礦場獲得更多自由，並可見到其他基督徒。1979年獲准到香港，隨既到美國加利福尼亞州。現居舊金山服事當地的教會。

## 外部連結
- 三藩市神的家 ──含張耀生的最近講辭的教會網站